# باولو موريلي
باولو موريلي (20 نوفمبر 1938 ريدجو إميليا إيطاليا - ) هو لاعب كرة قدم إيطالي.